# 마법 천자문: 대마왕의 부활을 막아라
《마법 천자문: 대마왕의 부활을 막아라》는 2010년 공개된 대한민국의 애니메이션 영화로, 《마법 천자문》의 극장판이다.

## 줄거리
勇[용] 강력한 한자마법으로 마법천자문 조각을 내놓으라며 선전포고를 하는 혼세마왕! 손오공은 용기를 내 한자 마법을 배우기로 결심한다! 忍[인] 보리선원에 입단한 손오공은 놀고 싶은 것을 참아내며 한자마법을 익힌다. 學[학] 삼장에게 늘 뒤지기만 하던 손오공은 부두목이 위기에 처해있다는 것을 알고 한자마법에 매진하며 일취월장한다! 그러던 어느날, 친구 돈돈마저 혼세마왕에게 잡혀가고… 信[신] 삼장과 손오공은 힘을 합치고! 자신이 버려졌다고 믿었던 돈돈은 두 친구의 의리를 보고 다시 서로를 믿기 시작한다! 友[우] 돈돈을 구했지만, 모든 천자문을 거의 다 모은 혼세마왕의 힘은 더욱 강해지고 손오공은 친구들과 힘을 합쳐 최후의 결전을 펼치게 되는데…. 과연 손오공은 한자마법을 모두 깨우치고 5가지 주요 한자를 모아 혼세마왕을 물리칠 수 있을까?